# Giorni di valuta
I Giorni di Valuta, o semplicemente valuta, rappresentano nelle operazioni bancarie, sia attive sia passive, l'intervallo di tempo che intercorre fra l'addebito di un assegno, bonifico o altro prelievo e l'accredito all'avente diritto, oppure fra il versamento di una somma e la data a partire dalla quale è visibile nell'estratto conto e cominciano a calcolarsi gli interessi attivi sul deposito; nel caso della carta di credito è il periodo che trascorre dall'accredito istantaneo all'addebito delle spese sul conto del titolare.
I pagamenti in addebito e accredito sono regolati tramite una Camera di compensazione (o clearing house) interbancaria.
Il saldo liquido del sistema dovrebbe tendere a zero in ogni istante; ragioni tecniche e di altra natura introducono un ritardo, uno sfasamento fra le operazioni di addebito/accredito e la scrittura contabile opposta, necessaria anche per il principio della partita doppia.
Finché il denaro non è addebitato/accreditato alla controparte a fronte di un versamento/prelievo, la presenza di una partita viaggiante consente agli intermediari finanziari di disporre di somme da investire, tenute per alcuni giorni di valuta, e non iscritte in bilancio.
Ad eccezione della carta di credito, gli addebiti avvengono "istantaneamente": un assegno bancario viene addebitato sul conto dell'intestatario con data valuta la data di emissione.
L'incasso di un assegno, cambiale o bonifico bancario richiedono un tempo tecnico per l'accettazione del titolo di credito da parte della banca dell'intestatario, per la verifica della copertura degli importi sul conto corrente, e per un controllo dei dati (ad esempio a fini di antiriciclaggio e contro il finanziamento di organizzazioni terroristiche).
In passato, un tempo tecnico era anche richiesto dalla contabilizzazione e dal trasferimento materiale del contante necessario. Con gli attuali programmi informatici la contabilizzazione è istantanea e le movimentazioni fisiche di denaro tra banche sono molto meno di un tempo, grazie alle stanze di compensazione.
Nei pagamenti con carta di debito (tramite POS o su Internet) solitamente i controlli e l'accettazione del pagamento avvengono in tempi dell'ordine di minuti, rifiutando l'operazione se l'importo non è coperto (a meno che il titolare della carta non benefici di un fido o di uno scoperto di conto corrente) o se l'operazione non supera i controlli antiriciclaggio e antiterrorismo.
La carta di credito ha un meccanismo di funzionamento opposto, in quanto l'addebito avviene il mese successivo, mentre l'accredito della somma è istantaneo.
Esistono strumenti di trasferimento del denaro, non basati su conti correnti, che consentono l'accredito di somme e la riscossione senza l'applicazione di giorni di valuta, come le carte Postepay o il Money Transfer.
In base al Decreto legislativo "Tremonti-ter" del 25 giugno 2009, a decorrere dal 1º novembre 2009, la data di valuta per il beneficiario per tutti i bonifici, gli assegni circolari e quelli bancari non può mai superare, rispettivamente, uno, due e tre giorni lavorativi successivi alla data del versamento. Per i medesimi titoli, a decorrere dal 1º novembre 2009, la data di disponibilità per il beneficiario non può mai superare, rispettivamente, tre, quattro e cinque giorni lavorativi successivi alla data del versamento.
Non esiste più alcuna differenza fra i giorni di valuta e di disponibilità per i pagamenti di assegni bancari, circolari o bonifici, in piazza o fuori piazza.
Schema valute:
| OPERAZIONE                                         | VALUTA                        |
| -------------------------------------------------- | ----------------------------- |
| VERSAMENTO E PRELIEVO DENARO CONTANTE              | DATA OPERAZIONE               |
| ACCREDITO/ADDEBITO BONIFICO                        | DATA OPERAZIONE               |
| PRELIEVO BANCOMAT                                  | GIORNO DATA OPERAZIONE        |
| VERSAMENTO ASSEGNO BANCARIO/CIRCOLARE STESSA BANCA | DATA OPERAZIONE               |
| VERSAMENTO ASSEGNO CIRCOLARE DI ALTRA BANCA        | GIORNO DOPO OPERAZIONE        |
| VERSAMENTO ASSEGNO BANCARIO DI ALTRA BANCA         | 3 GIORNI DOPO DATA OPERAZIONE |
| ADDEBITO ASSEGNO BANCARIO                          | DATA EMISSIONE ASSEGNO        |